# Basilia currani
Basilia currani är en tvåvingeart som beskrevs av Guimaraes 1943. Basilia currani ingår i släktet Basilia och familjen lusflugor. Inga underarter finns listade i Catalogue of Life.